# ری لوینگتون
ری لوینگتون مربی کنونی تیم ملی انگلیس می باشد که از سال ۲۰۱۲ در این سمت فعالیت می کند. وی دوران ورزشی خود به عنوان بازیکن فوتبال را در دهه هفتاد میلادی با بازی در تیم چلسی آغاز کرد و سپس در پایان این دهه در سال ۱۹۷۹ به باشگاه ونکوور وایتکپس رفت که در همان سال نیز به صورت قرضی به باشگاه ویمبلدون پیوست. تیم وایتکپس در همان سال قهرمان لیگ فوتبال آمریکای شمالی موسوم به "NASL" شد.
در پایان آن فصل به باشگاه فولام پیوست و پس از چند فصل از این تیم جدا شد و برای یک فصل به تیم شفیلد ونزدی رفت و پس از فصل ۱۹۸۵-۱۹۸۶ دوباره به فولام برگشت و تا پایان دوران بازیکنی خود در این باشگاه باقی ماند.

## مربیگری تیم ملی انگلیس
لوینگتون یک سال پیش از پیوستن به تیم ملی انگلیس به عنوان دستیار مارتین یول در باشگاه فولام کار می کرد که در ۴ مه ۲۰۱۲ پیش از آغاز جام ملت ها به عنوان دستیار در کنار روی هاجسون بر روی نیمکت تیم ملی انتخاب شد.